# Llista de poblacions cremades als Països Catalans per les tropes borbòniques durant la Guerra de Successió Espanyola
Aquesta llista recull les poblacions de Catalunya que va cremar l'exèrcit borbó durant la Guerra de Successió Espanyola. A Catalunya, en total van ser cremades una vintena de viles i les comarques més afectades per aquesta ordre van ser Osona, el Bages, l'Alt Penedès, el Maresme, el Vallès Oriental, el Baix Llobregat, la Selva i el Vallès Occidental. El saqueig i la crema de viles i la mort indiscriminada de civils per atemorir la població i estendre la pedagogia del terror van ser pràctiques habituals.
- 1706?, incendi de Quart de Poblet.
- 9 de gener de 1706, en alçar el setge de Sant Mateu i retirar-se, el Comte de las Torres provoca diversos incendis.
- 12 de gener de 1706, incendi a Vila-real de diversos edificis, sobretot les escrivanies notarials i cases de prohoms locals fidels al rei Felip V, com ara la família dels Mundina.
- 1706, abril, incendi del Raval d'Ares del Maestrat.
- 17 de juny de 1707, dies després del setge de Xàtiva, comença l'incendi i extermini de Xàtiva, capital de la Governació dellà de Xúquer, i segona ciutat del Regne de València, a la qual se li canviara el nom per Nueva Colonia de San Felipe.
- 12 de novembre de 1707, acaba el setge de Lleida durant el qual es crema part de la ciutat.
- 27 de novembre de 1707, incendi i saqueig sistemàtic d'Ares del Maestrat.[2]
- 3 d'agost de 1713, incendi de Sallent.[3]
- 13 d'agost de 1713, crema de 522 cases de Manresa i de Salelles.[4]
- 20 d'agost de 1713, incendi d'edificis de Teià.[5]
- 20 d'agost de 1713, incendi de Vilassar de Dalt.[5][6]
- 3, 4 i 5 de setembre de 1713, incendi de Terrassa.[7][8]
- 10 de gener de 1714, incendi de Sant Quintí de Mediona.[9]
- 13 de gener de 1714, Incendi de Sallent.[10][11]
- 14 de gener de 1714, incendi de Sentmenat.[12]
- 14 de gener de 1714 incendi i saqueig de Caldes de Montbui.[13]
- 15 de gener de 1714, saqueig i incendi de la Pobla de Claramunt.[14]
- 24 de gener de 1714, incendi de Torelló.[15]
- Finals de gener de 1714, saqueig i incendi de Sant Hipòlit de Voltregà,[16] pressumiblement el 24 de gener.[15]
- 25 de gener de 1714, incendi de Peramola.[17]
- 7 de febrer de 1714, incendi d'Oristà.[18][19]
- Principis de febrer de 1714, incendi de Sant Feliu Sasserra.[20]
- 5 de febrer i 1 de juliol de 1714, incendi de Prats de Lluçanès. [21]
- 15 de febrer de 1714, saqueig i incendi de Sant Pol de Mar.[22]
- 16 de febrer de 1714, incendi de la masia el Criac, a Castellterçol.[23]
- 30 de març de 1714, incendi i saqueig de Viladrau.[24]
- 30 de març de 1714, incendi d'Arbúcies.[25]
- 30 de març de 1714, saqueig i incendi d'Espinelves.[26]
- 10 de maig de 1714, incendi d'Esparreguera.[27]
- 10 de maig de 1714, incendi d'habitatges de Monistrol de Montserrat.[28]
- 25 de maig de 1714, incendi de Vilanova de Cubelles i La Geltrú (Vilanova i la Geltrú).[29][30]
- 1 de juliol de 1714, incendi, novament, de Prats de Lluçanès.